# Aryon Cornelsen
Aryon Cornelsen (Curitiba, 3 de maio de 1921 - Curitiba, 13 de julho de 2010) foi um futebolista e dirigente esportivo brasileiro. Era irmão dos também jogadores Alcyr Cornelsen e Ayrton Lolô Cornelsen (futuro arquiteto automobilístico internacional).
Aryon foi jogador e presidente do Coritiba Foot Ball Club.